# Tihomir av Serbien
Tihomir av Serbien, död 969, var en serbisk monark. Han var furste av Serbien från 960 till 969.
Han efterträdde sin svärfar. Hans kontroll var bristfällig och ifrågasatt. Serbien delades 969 mellan Bulgarien och Bysans. 